# John Devitt
John Devitt (n. 4 februarie 1937, Noul Wales de Sud, Australia – d. 17 august 2023) a fost un înotător australian, medaliat olimpic. A participat la 2 ediții ale Jocurilor Olimpice (1956, 1960) în care a câștigat 4 medalii de aur, o medalie de argint și o medalie de bronz.